# 10475 Maxpoilâne
10475 Maxpoilâne è un asteroide della fascia principale. Scoperto nel 1981, presenta un'orbita caratterizzata da un semiasse maggiore pari a 2,3310442 UA e da un'eccentricità di 0,0957542, inclinata di 6,31032° rispetto all'eclittica.